# Dídimo Calcêntero
Dídimo Calcêntero ou Dídimo de Alexandria (em grego:  Διδύμος χαλκέντερος; ca. 63 a.C. — 10) foi um gramático grego que viveu em Alexandria.

## Vida
Junto a outros quatro gramáticos de Alexandria, nomeadamente Aristônico, Seleuco e Filoxeno, dedicou-se Dídimo ao estudo dos textos de Homero. Dídimo é descrito pelo Suda (localização: Delta 872, segundo Ada Adler) como sendo um gramático da escola de Aristarco de Samotrácia, tendo vivido no tempo de Marco Antônio, Cícero até Augusto.
No Suda é dito ainda que ele foi chamado de "Calcêntero" (grego: Χαλκέντερος) ou "intestino de bronze" por causa de sua infatigável aplicação no que diz respeito aos livros. Diz-se que ele escreveu mais de 3.500 livros.